# Фалікман Іхил Шмулевич
Іхи́л (Іхіл, Ієхіель) Шму́левич Фалікма́н (31 грудня 1911, Любар Новоград-Волинського повіту Волинської губернії — 1 травня 1977, Київ) — єврейський радянський письменник. Писав на їдиш.
Народився в сім'ї робітника. Закінчив семирічну єврейську школу, навчався в Київській художній школі. Перша повість «Степес шітн зіх» («Степи обсипаються») опублікована в 1931 р. в київському журналі «Ді ройте велт».
У 1932-33 рр. — в Біробіджані, був серед перших поселенців міста та Єврейської автономної області. Співробітник обласної газети «Біробіджанер штерн». Тоді ж почав писати нариси та оповідання. Враження про життя на Далекому Сході лягли в основу книги Фалікмана «Цвішн сопкес» («Серед сопок». Київ, 1937). Повісті та новели довоєнного періоду творчості письменника склали книгу «Онгейб фрілінг» («Початок весни». Київ — Львів, 1940).
У 1941-45 рр. — на фронті. Писав російською мовою, продовжував писати прозу на їдиш. Друкував фронтові нариси в газеті «Ейнікайт». Нагороджений орденом Вітчизняної війни 2-го ступеня, медалями. Події воєнних років, страждання та мужність людей в роки випробувань знайшли відображення в двох книгах Фалікмана: «Лібе ін файєр» («Любов у вогні», 1943, український переклад «Проба вогнем», Київ, 1947) и «Менчн фун майн ланд» («Люди моєї країни», 1945; авторський переклад російською мовою «Гроза над Тишайшою», 1957).
У післявоєнний час Фалікман написав роман «Дішайн кумт фун мізрех» («Світло приходить зі Сходу», 1948; друге видання — Буенос-Айрес, 1951; в російському перекладі — «Приречені беруть зброю», Москва, 1959; українською мовою — Київ, 1973).
Закінчив заочне відділення Київського педагогічного інституту в 1952 р.
У 1960-ті рр., коли почав видаватися журнал «Совєтіш Геймланд», Фалікман став членом редколегії журналу, публікував в ньому оповідання, повісті та романи. У 1968 р. вийшов роман Фалікмана «Дер шварцер вінт» («Чорний вітер»). Як і попередній роман, «Чорний вітер» розказує про трагічні події Голокосту. Автор дає яскравий узагальнений образ єврейського антинацистського спротиву. Прозі Фалікмана притаманні гострий сюжет, напружений драматизм, романтична образність.
Твори Фалікмана неодноразово перекладались на інші мови. Російською мовою вийшла збірка оповідань «Гірке сім'я» (Москва, 1964), українською — збірка «Оповідання підполковника Савченко» (Уфа, 1943), «Проба вогнем» (Київ, 1947), «Любов живе у Шварцвальді» (Київ, 1966), «Приречені беруть зброю» (Київ, 1973). Автор книг «Дер уртейл із ойсгефілт» («Вирок приведений до виконання», 1971), «Фаер ун аш» («Вогонь та попіл», 1975).
Особовий архів письменника зберігається в Центрі досліджень історії та культури східноєвропейського єврейства (Центру юдаїки) Національного університету «Києво-Могилянська академія».